# Värby församling
Värby församling är en församling i Torna och Bara kontrakt i Lunds stift. Församlingen ligger i Svedala kommun i Skåne län och utgör ett eget pastorat.

## Administrativ historik
Församlingen bildades år 2002 genom sammanslagning av Hyby, Bara, Bjärshögs och Skabersjö församlingar. Värby församling utgör sedan dess ett eget pastorat. Församlingens område är det samma som Bara landskommun hade 1952–1970 och Bara kommun 1971–1976.

## Kyrkor
- Bara kyrka
- Bjärshögs kyrka
- Hyby nya kyrka
- Hyby gamla kyrka
- Skabersjö kyrka